# Poesia language
Poesia language é uma denominação genérica dada ao resultado da experiência de poetas que aderiram a uma tendência ou escola estética da poesia dos Estados Unidos, chamados Language poets, iniciada no final dos anos de 1960 e começo dos anos 1970, e que se desenvolveu em várias ondas, em mais de uma geração. Surge como resposta à tradicional poesia daquele país e às suas formas. Costumam referir-se a si mesmos também como autores de "language writing" (estilística ou escrita da linguagem, ou língua) ou "language-centered writing" (estilística ou escrita focalizada na linguagem, ou língua). Um dos seus referenciais foi a revista L=A=N=G=U=A=G=E mas origem da poesia language, se é que se pode falar em apenas uma poesia language, foi descentralizada. 
Suas influências marcantes são os autores do que Charles Bernstein, um dos principais representantes da escola, chamou de "modernismo radical" dos EUA. Poetas como Gertrude Stein e Louis Zukofsky ou outros que posteriormente se afastaram da tradição do verso de língua inglesa como os poetas da New York School, os Objetivistas, os poetas de Black Mountain School, os Beats (com a liberdade rítmica da prosódia bop de Jack Kerouac) e os poetas Renascença de São Francisco. Também sofreram um forte impacto das obras de Jerome Rothenberg, dentro da Etnopoética, que revalorizavam autores das vanguardas históricas, como Gertrude Stein, mas também as canções dos índios norte-americanos e a tradição oral dos negros, ainda segundo Bernstein. Considera, antes de nada, a linguagem como matéria-prima da poesia, o que justifica a relação da language com os trabalhos de Rothenberg e da Etnopética, que obserava as semelhanças na materialidade do poema mais que a tradição, considerando a existência de uma "segunda tradição" na poesia dos Estados Unidos, marginal, como as citadas vanguardas, a geração beat, as canções tribais indígenas e a oralidade dos negros.
Bruce Andrews, um dos editores da revista L=A=N=G=U=A=G=E,  rejeita a noção clássica da poesia como uma forma de escrita que trata diretamente das coisas na linguagem e argumentando que a única coisa que pode ser tratada com a linguagem é ela própria. 
Para os poetas da language, há grande importância na participação do leitor na construção do significado. Ao quebrarem a linguagem poética, os poetas da language estão exigindo ao leitor encontrar uma nova maneira de abordar o texto.
Associados a uma primeira geração da "poesia language" estão, além de Bernstein e Andrews poetas como o também editor da revista L=A=N=G=U=A=G=E, Robert Grenier, Barrett Watten (junto a Grenier, editor da revista This(1971), uma pioneira da poesia language, Michael Palmer, Bob Perelman, Ron Silliman, Rae Armantrout, Steve Benson, David Bromige, Clark Coolidge, Alan Davies, Ray DiPalma, Carla Harryman, Lyn Hejinian, Susan Howe, Steve MacCaffery, Kit Robinson, James Sherry, Hannah Weiner, entre outros. Outros poetas interagiram, influenciando e identificando-se com a nova tendência, como é o caso de Jackson Mac Low.
A poesia language continua influenciando poetas nos Estados Unidos até hoje, sendo ainda considerada a linha de frente da poesia daquele país.